# Javier Solana
 (juin 2018).
Si vous disposez d'ouvrages ou d'articles de référence ou si vous connaissez des sites web de qualité traitant du thème abordé ici, merci de compléter l'article en donnant les références utiles à sa vérifiabilité et en les liant à la section « Notes et références ».
Francisco Javier Solana de Madariaga (né le 14 juillet 1942 à Madrid) est un homme politique, physicien et diplomate espagnol, qui entre 1999 et 2009 exerça la fonction de Haut représentant pour la politique étrangère et de sécurité commune (PESC) de l'Union européenne. Précédemment il avait occupé le poste de secrétaire général de l'OTAN (1995–1999), après une carrière politique nationale à la tête de divers portefeuilles, tels que Culture, Éducation et Science, porte-parole du gouvernement et, finalement, ministre des Affaires étrangères dans les gouvernements socialistes de Felipe González.
En 2007, Solana a reçu le prix Charlemagne pour sa contribution à la construction européenne.

## Carrière de physicien
Javier Solana vient d'une famille espagnole célèbre. Sa mère était cousine du responsable de la Ligue pour le Désarmement des Nations, diplomate, écrivain et partisan de l'intégration européenne Salvador de Madariaga. Son père était professeur de chimie. Son grand frère Luis fut emprisonné pour son opposition à la dictature de Franco.
Il est étudiant au Colegio del Pilar de Madrid avant d'aller à l'Université complutense de Madrid (UCM). Il est sanctionné en 1963 par les autorités de l'université pour l'organisation d'un forum d'opposition à la Semaine de la rénovation de l'Université.
En 1964, il rejoint clandestinement le Parti socialiste ouvrier espagnol (PSOE), qui sous Franco est devenu illégal depuis la fin de la Guerre d'Espagne en 1939. Il est diplômé en 1964 d'une licence en chimie et passe une année à compléter ses études au Haut Conseil espagnol pour la Recherche scientifique (CSIC) et au Royaume-Uni. En 1965, il va aux États-Unis où il passe six années à étudier dans diverses universités.
Il étudie pendant un temps à l'Université de Chicago et à La Jolla en Californie et il rejoint la lutte contre la Guerre du Viêt Nam. Il reçoit son doctorat en physique avec une thèse sur la superfluidité en 1971 de la Graduate School of Arts & Sciences de l'Université de Virginie où il est assistant de recherche et d’enseignement jusqu'en 1971.
De retour en Espagne, il devient maître de conférences en physique du solide à l'Université autonome de Madrid (UAM). Ensuite en 1975, il devient professeur à l'Université Complutense. Pendant ces années, il publie plus de trente articles de recherche. Il travaille un temps comme assistant de Nicolás Cabrera qu'il a rencontré lorsque Cabrera était professeur à l'Université de Virginie. Il encadre sa dernière thèse de doctorat au début des années 1990.

## Carrière politique espagnole
De retour en Espagne en 1971, Javier Solana adhère à la Coordination démocratique de Madrid en tant que représentant du PSOE.
En 1976, lors du premier congrès national du PSOE en Espagne depuis la fin de la guerre civile, il est élu Secrétaire de la Commission exécutive fédérale et également Secrétaire pour l'information et la presse, restant en poste pendant cinq ans.
Il est un ami proche du chef du parti Felipe González et est considéré comme un des dirigeants du PSOE responsable de la transformation du parti dans l'ère post-Franco. En 1976, il représente le PSOE au congrès de l'Internationale socialiste qui s'est tenu à Suresnes, et de même lorsqu'il s'est tenu en Espagne en 1977. Le 20 mai 1977, il accompagne González pour rencontrer le roi Juan Carlos au palais de Zarzuela.
Il devient représentant du syndicat des enseignants de l'Université de Complutense, et à ce titre il gagne un siège au parlement pour le PSOE le 15 juin 1977. Le 23 février 1981, il est aux Cortes lorsque l'immeuble, siège de la Chambre basse du Parlement espagnol, fut contrôlé pendant 18 heures par des militaires armés dans le cadre d'une tentative de coup d'État.
Le 28 octobre 1982, le PSOE obtient une victoire historique avec 202 des 350 sièges à la chambre basse. Le 3 décembre, Javier Solana est nommé ministre de la Culture (il instaure par exemple la gratuité des visites de musées publics), il reste à ce poste jusqu'en 1988 où il devient ministre de l'Éducation. Le 5 juillet 1985, il est également nommé Porte-Parole du Gouvernement pour trois ans.
Il devient ministre des Affaires étrangères le 22 juillet 1992, la veille de l'ouverture de la conférence Ibéro-Américaine des chefs d'État, en remplacement de Francisco Fernández Ordóñez gravement malade. Les 27 et 28 novembre 1995, alors que l'Espagne préside le Conseil de l'Union européenne, Javier Solana convoque la Conférence de Barcelone. En permettant d'aboutir à un traité entre les vingt-sept nations présentes, il met en valeur ce qu'il appelle « un processus pour susciter l'unité culturelle et économique du bassin Méditerranéen » (le futur Partenariat Euromed).
C'est pendant ces trois années comme ministre que sa réputation d'homme politique diplomate et discret s'est accrue. En devenant le ministre des Affaires étrangères, il put éviter des scandales de corruption et celui de la guerre sale contre ETA (notamment les « Grupos Antiterroristas de Liberación »), qui marquèrent tellement les dernières années de l'ère González. Vers la fin 1995, la presse espagnole parlait de Solana, seul survivant du premier cabinet de Felipe González, comme étant un possible candidat à le remplacer et à mener le PSOE aux élections de mars 1996. Il se dirigea plutôt vers la politique internationale.
Pendant, mais aussi après, son mandat de secrétaire général de l'OTAN, Solana continue à jouer un rôle actif au PSOE et dans la politique espagnole. En juin 1997, au XXXIVe Congrès du PSOE, Solana quitte la commission exécutive et rejoint le Comité fédéral, étant réélu en seconde place trois plus tard. En soutenant le discours de Colin Powell, le 5 février 2003 au conseil de sécurité des Nations unies où il affirmait que l'Irak possédait des armes de destruction massive, Solana contredit la position du chef de son parti José Luis Rodríguez Zapatero, opposé à l'appui du PP et du gouvernement de José María Aznar à l'intervention américaine en Irak en 2003. Solana est considéré, avec González, comme représentant la vieille garde du parti. Le 15 février 2005, il critique le plan Juan José Ibarretxe pour sa position sur l'indépendance du  Pays basque, affirmant que cet appel pour séparer la représentation basque au travers de l’UE n’avait pas de place dans la constitution de l’union proposée.
Il a été nommé responsable de l'élaboration de la Stratégie espagnole de sécurité (EES) par le gouvernement espagnol le 23 décembre 2009.
En 2018, les États-Unis lui refusent l'entrée sur leur territoire en raison d'un voyage qu'il avait effectué en Iran.

## OTAN
Le 5 décembre 1995, M. Solana devient le nouveau secrétaire général de l'OTAN, remplaçant Willy Claes qui a été poussé à la démission à cause d'un scandale de corruption.
Sa nomination a été à l'origine d'une polémique car, par le passé, il fut un opposant à l'OTAN. Il a en effet écrit un texte titré 50 raisons de dire non à l'OTAN, et fut listé comme personne subversive par les États-Unis.
Le 30 mai 1982, l'Espagne rejoint l'OTAN. Lorsque le PSOE est arrivé au pouvoir la même année, le parti et M. Solana ont transformé leur position contre l'OTAN en atlantisme. Le 12 mars 1986, l'Espagne organise un référendum sur le maintien du pays au sein de l'OTAN, le gouvernement et M. Solana ayant fait campagne en faveur du oui avec succès. Lorsqu'il fut critiqué en raison de son passé d'opposant à l'OTAN, M. Solana a répondu qu'il était heureux d'être son représentant, l'organisation étant désormais dissociée de la guerre froide.
Solana a dû immédiatement diriger l'opération Joint Endeavour, mission de maintien de la paix de l'OTAN dans les Balkans comprenant 60000 soldats, l'IFOR, qui a fait suite à la mission des Nations unies le 20 décembre. Cela a conduit aux accords de Dayton, après que l'OTAN a bombardé des cibles choisies en Bosnie-Herzégovine durant les mois d'août et de septembre précédents. Il l'a fait en déployant le Corps allié de réaction rapide (ARRC). 
En décembre 1996 l'ARRC fut réactivé, avec le remplacement de l'IFOR par une force de stabilisation de 32000 soldats (SFOR) sous les opérations Joint Guard et ensuite (en juin 1998) Joint Forge.
Sous le contrôle de M. Solana, et en réponse à une nouvelle ère de l'après-guerre froide, l'OTAN a réorganisé sa structure politique et militaire, et changé ses stratégies de base.
Il a gagné la réputation d'être un Secrétaire Général brillant et diplomate qui fut capable de négocier entre les intérêts divergents à la fois des états membres et également des interlocuteurs de l'OTAN.
En décembre 1995, la France réintégre la structure militaire de l'OTAN, alors que l'Espagne la rejoint en novembre 1996.
Le 27 mai 1997, après 5 mois de négociations longues et complexes avec le ministre des affaires étrangères de Russie Ievgueni Primakov, un accord a été conclu : l'Acte Fondateur OTAN-Russie signé à Paris. Cet accord fut considéré comme un achèvement diplomatique considérable car il a signé formellement la fin des hostilités entre la Russie et l'OTAN.
Le même jour, il a mis en place le Conseil de partenariat euro-atlantique pour améliorer les relations entre les pays européens membres de l'OTAN et les pays non-membres.
En juillet à Madrid, des pays de l'ancien bloc soviétique, la République tchèque, la Hongrie et la Pologne furent invités à entamer des négociations d'adhésion à l'OTAN, ce qu'ils ont fait le 12 mars 1999.

### Guerre du Kosovo
Le maintien de la paix dans l'ex-Yougoslavie a continué à être à la fois difficile et controversé. L'IFOR et la SFOR ont fait l'objet de nombreuses critiques pour leur incapacité à capturer les dirigeants serbes Radovan Karadžić et Ratko Mladić.
Fin 1998, les relations dans la province serbe du Kosovo entre les autorités serbes et l'armée clandestine des Albanais du Kosovo (l'Armée de Libération du Kosovo (UÇK)) se sont détériorées, avec comme point culminant le massacre de Račak le 15 janvier 1999. L'OTAN estima alors que la solution du conflit ne pourrait être trouvée que par l'envoi d'une force de maintien de la paix afin de s'interposer entre les belligérants.
Le 30 janvier 1999, l'OTAN fit annoncer être prêt à lancer des frappes aériennes contre des cibles yougoslaves, ce qui fut perçu comme une menace pour les deux parties du conflit. À partir du 6 février, M. Solana rencontra les deux protagonistes lors des négociations de Rambouillet, qui échouèrent.
Le 24 mars, L'OTAN lança des attaques aériennes sur des cibles militaires et civiles en Yougoslavie sans l'accord du Conseil de sécurité des Nations unies à cause de l'opposition de la Russie. Il a justifié ces attaques par des motivations humanitaires et par la responsabilité de l'OTAN de maintenir la paix en Europe et de prévenir tout nettoyage ethnique comme ceux qui ont eu lieu pendant la guerre de Bosnie.
Les 23 et 24 avril, le Conseil nord-atlantique se réunit à Washington où les chefs d'État décident d'un nouveau concept stratégique, qui modifie et amplifie la nature défensive de l'organisation. Cela a permis des interventions humanitaires dans un plus grand nombre de situations de crise. Cela a également permis l'OTAN de prévenir et de contrôler le développement des crises.
Le 10 juin, les forces serbes se retirent du Kosovo, et M. Solana arrête les attaques, ce qui met officiellement fin à la guerre du Kosovo. Le même jour, la résolution 1244 du Conseil de sécurité des Nations unies autorise l'OTAN à activer l'ARRC avec la Kosovo Force (KFOR) et à occuper la province le 12 juin. Javier Solana quitte l'OTAN le 6 octobre et est remplacé par George Robertson.

## Distinctions
- Grand-croix de l'ordre du Christ